# Нуклео индустријска зона (Козенца)
Нуклео индустријска зона је насеље у Италији у округу Козенца, региону Калабрија.
Према процени из 2011. у насељу је живело 15 становника. Насеље се налази на надморској висини од 5 м.